# Alfa Romeo 2000
Est0e artigo é sobre o Alfa Romeo 2000 série 102 (1958–1961). Para o Alfa Romeo 2000 Berlina (1967–1977), veja Alfa Romeo 1750.
O Alfa Romeo 2000 (Tipo 102) é um automóvel construído pela fabricante italiana Alfa Romeo entre 1958 e 1962, como sucessor do 1900.
Foi mostrado pela primeira vez no Salão do Automóvel de Turim em 1957 e era produzido em dois modelos: o Berlina com 105 cv e o Spider com 115 cv. Em 1960, juntaram outro modelo: o Sprint. O motor era uma versão alargado do de 4 cilindros do 1900 com 1975 cc. A versão Berlina podia levar três pessoas à frente.
O Alfa Romeo 2000 Berlina foi fabricado pela própria Alfa Romeo, mas o Spider foi fabricado pela Touring e o Sprint pela Bertone.
Apenas 2814 exemplares do Berlina, 3443 do Spider e 704 do Sprint foram vendidos no mundo inteiro por causa dos seus preços elevados.
Foi substituído pelo Alfa Romeo 2600 de 6 cilindros, produzido a partir de 1961.

## Motores
| Modelo          | Cilindrada | Taxa de Compressão | Potência | Velocidade Máxima |
| --------------- | ---------- | ------------------ | -------- | ----------------- |
| Berlina         | 1975 cc    | 8.25:1             | 110 cv   | 160 km/h          |
| Spider & Sprint | 1975 cc    | 8.5:1              | 115 cv   | 180 km/h          |

## FNM JK/FNM 2000

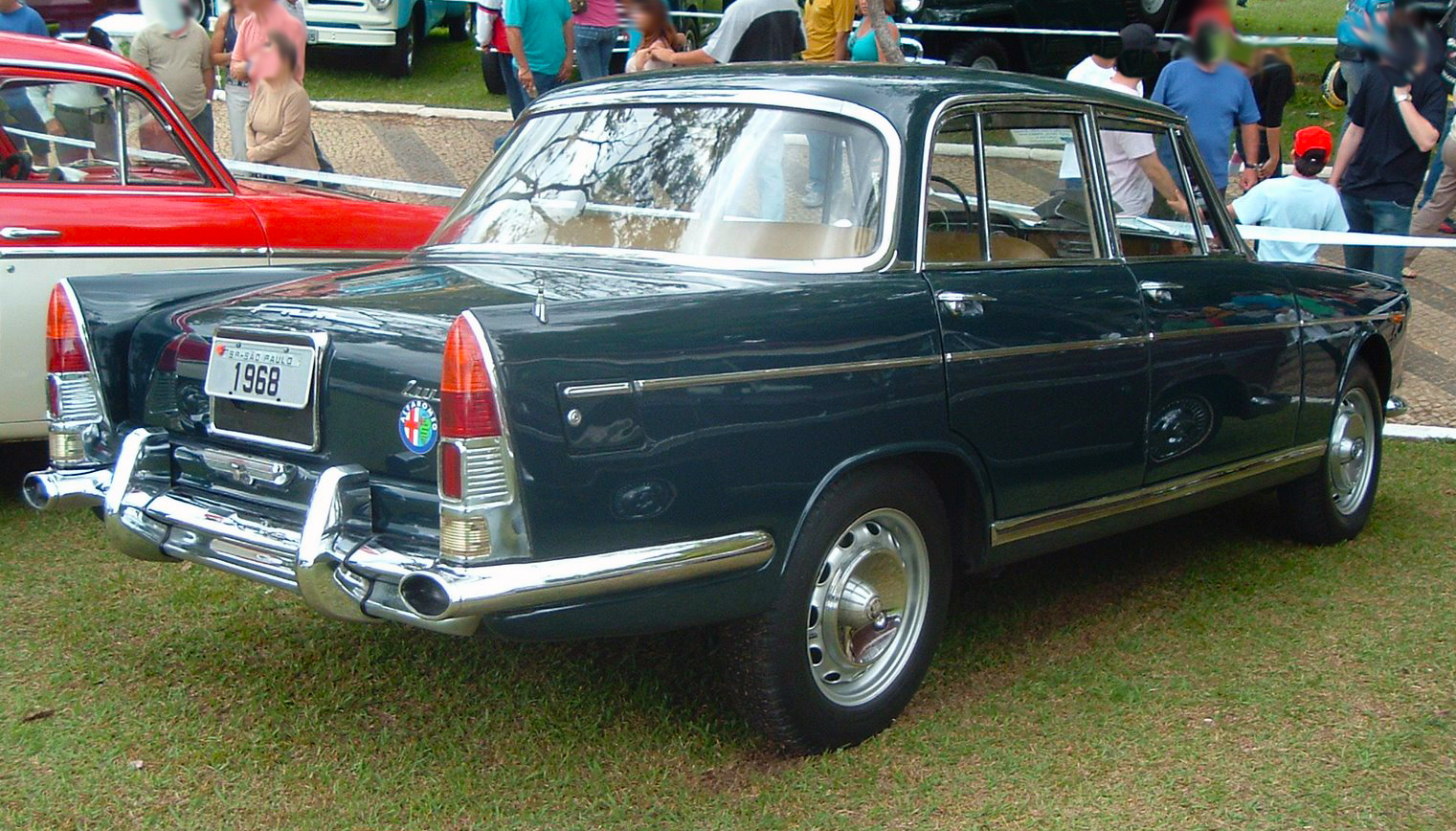
FNM 2000 de 1968

A variante brasileira do Alfa Romeo 2000 foi produzida de 1960 a 1968 pela Fábrica Nacional de Motores. Tinha o mesmo motor de 1975 cc do modelo italiano, com 95 cv. O carro usou o nome FNM JK, querendo significar o nome do então presidente do Brasil, Juscelino Kubitschek, mas o nome foi mais tarde mudado para FNM 2000.
Em 1966 foram introduzidos outros dois modelos: o coupé Onça e o 2000 TiMB (Turismo Internazionale Modello Brasile), que produzia até 160 cv.
O FNM 2000 foi substituído em 1969 pelo FNM 2150, que tinha um motor maior e estilo revisto.
Em 1974, o 2150 foi substituído pelo Alfa Romeo 2300, que parecia-se com o Alfa Romeo Alfetta. O 2300 era baseado no 1900, mas tinha o estilo do Alfetta.